# 음력 4월 4일
음력 4월 4일은 음력 4월의 4번째 날이다.

## 사건
- 2014년 - 서울 지하철 2호선 상왕십리역에서 정차해있던 열차를 뒤따르던 열차가 추돌하여 후속 열차 2량이 탈선하고, 승객 240여명이 부상을 입었다.

## 문화
- 1988년 - 부산 도시철도 1호선 중앙역 ~ 토성역 구간 개통.
- 2016년 - KNN 러브 FM 개국.

## 탄생
- 1904년 - 대한민국의 시인, 독립운동가 이육사.
- 1986년 - 대한민국의 희극인 맹승지.
- 1987년 - 대한민국의 아나운서 이지현.
- 1989년 - 프랑스의 배우 노라 아르네제더.
- 1991년 - 일본의 전 가수 코바야시 카나.

## 사망
- 978년 - 신라(新羅) 56대 왕 경순왕(敬順王).
- 1392년 - 고려의 문신 정몽주.

## 같이 보기
- 음력 360일: 1월 2월 3월 4월 5월 6월 7월 8월 9월 10월 11월 12월
- 전날:4월 3일 다음날:4월 5일 - 전달:3월 4일 다음달:5월 4일
- 양력:4월 4일
- 음력, 윤달